# Чемпионат мира по шоссейным велогонкам 2018 — групповая гонка (мужчины)

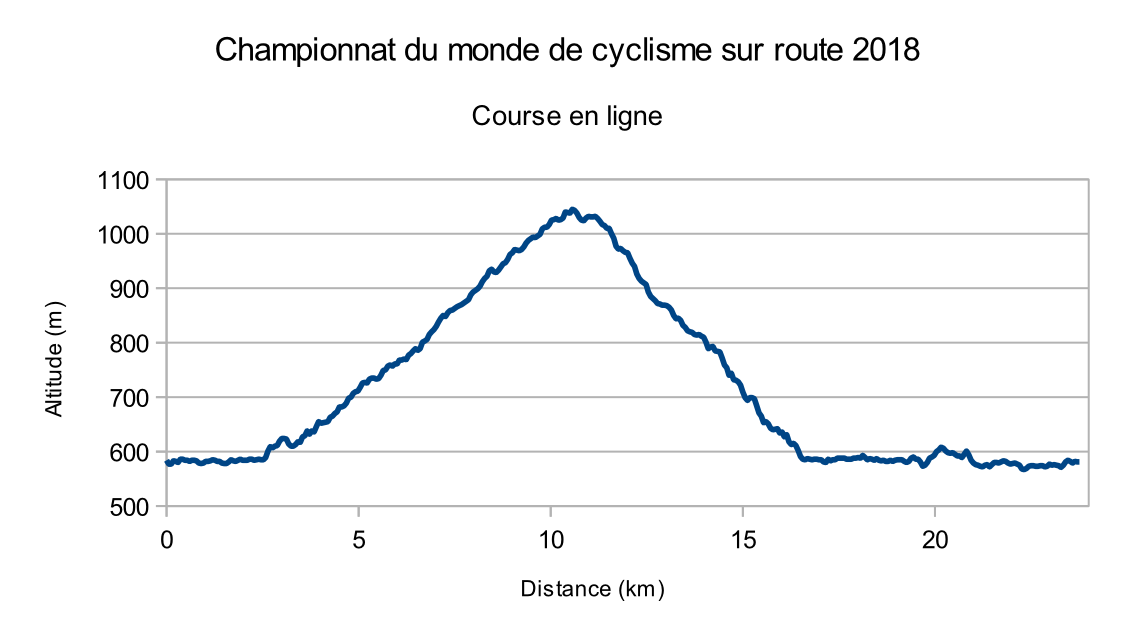
Профиль основного круга

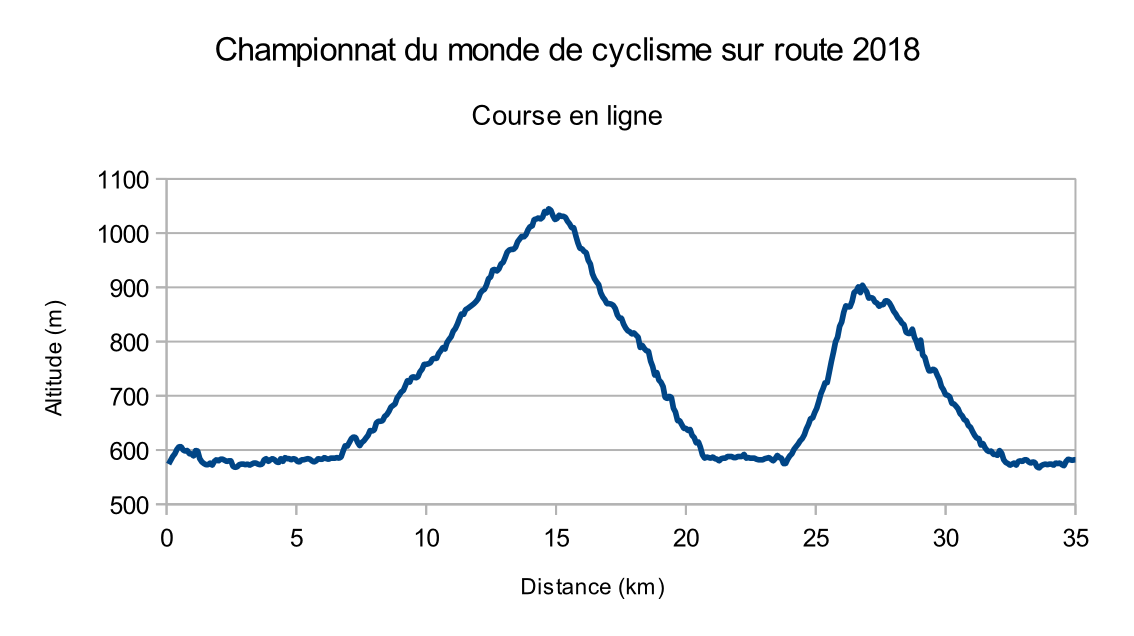
Профиль финального круга

Групповая гонка у мужчин на чемпионате мира по шоссейным велогонкам 2018 года прошла 30 сентября в австрийском Инсбруке.

## Участники
Страны-участницы определялись на основании рейтинга UCI World Ranking. Максимальное количество гонщиков в команде не могло превышать 8 человек. Помимо этого вне квоты могли участвовать действующие чемпион мира и чемпионы континентальных чемпионатов. Всего участие приняло 188 участников из 44 стран.
| 8 участников                                                                                                 | 7 участников | 6 участников                                                                     | 4 участника                                                                  | 3 участника | 2 участника                                | 1 участник |
| Австралия · Бельгия · Колумбия · Дания · Испания · Франция · Великобритания · Италия · Нидерланды · Словения | Словакия     | Австрия · Чехия · Германия · Люксембург · Норвегия · Польша · Россия · Швейцария | Беларусь · Канада · США · Ирландия · Казахстан · Новая Зеландия · Португалия | Эстония     | Эквадор · Эритрея · Латвия · ЮАР · Украина | Аргентина · Бразилия · Коста-Рика · Хорватия · Эфиопия · Греция · Гонконг · Иран · Япония · Литва · Румыния · Швеция |

## Маршрут
Протяженностью маршрута составила 252,9 километра. Старт располагался в Раттенберге. Первые 84,7 километров проходили по равнине в округе Швац через города Бух-бай-Енбах и Шарниц где пересекали реку Инн. Далее заехав в Терфенс предстояло преодолеть первый подъём протяжённостью 2,6 километра со средним градиентом 7% и максимальным до 14%, вертикальный подъём составил 350 метров. Его вершина располагалась на равнине в Гнаденвальде. После этого следовал спуск через Абзам, Таур и Рум до Инсбрука.
После этого предстояло преодолеть основной круг для групповой гонки расположенный в районе Инсбрука шесть раз. Протяжённость круга составляла 23,8 километра. Он включал подъём от Альдранса до горнолыжного курорта Пачеркофель расположенного на высоте 2446 м протяжённостью 7,9 километра с максимальным градиентом до 10%. Затем следовал 6 километровый спуск через небольшие города Игльс и Вилль, проходя мимо лыжного трамплина Бергизель и футбольного стадиона Тиволи в центре Инсбрука. Заключительная часть круга длинною 7 километров по равнине проходила в районе Брюке-Хёттингер-Аю до Святого Николауса, где они пересекали мост Кеттенбрюке. Финишный отрезок проходил по широкому бульвару Rennweg с пересечением финишной черты перед Императорским дворцом Хофбург.
После прохождения основного круга шесть раз гонщики отправлялись на финальный круг протяжённостью 31 километр. Первая его часть полностью проходила по основному кругу вплоть до Игльс и Вилль откуда начинался последний подъём гонки на Гунгербург протяжённостью 3,2 километра со средним градиентом 11,5% и максимальным до 28%. К этому моменту было пройдено более 200 километров дистанции с общим наборов высоты более чем 4679 метров. Далее следовал очень технический спуск с выходом снова на основной круг в районе Брюке-Хёттингер-Аю до Святого Николауса, где они пересекали мост Кеттенбрюке. Финишный отрезок проходил по широкому бульвару Rennweg до финиша перед Императорским дворцом Хофбург.

## Результаты
| \| Генеральная классификация \| Генеральная классификация \| Генеральная классификация \| Генеральная классификация \| Генеральная классификация \| \| Гонщик \| Гонщик \| Команда \| Время \| \| \| ------------------------- \| ------------------------- \| ------------------------- \| ------------------------- \| ------------------------- \| \| 1-й \| Алехандро Вальверде \| Испания \| 6ч 46' 41 \| \| \| 2-й \| Ромен Барде \| Франция \| + 0 \| \| \| 3-й \| Майкл Вудс \| Канада \| + 0 \| \| \| 4-й \| Том Дюмулен \| Нидерланды \| + 0 \| \| \| 5-й \| Джанни Москон \| Италия \| + 13 \| \| \| 6-й \| Роман Кройцигер \| Чехия \| + 43 \| \| \| 7-й \| Михаэль Вальгрен \| Дания \| + 43 \| \| \| 8-й \| Жюлиан Алафилипп \| Франция \| + 43 \| \| \| 9-й \| Тибо Пино \| Франция \| + 43 \| \| \| 10-й \| Руй Кошта \| Португалия \| + 43 \| \| |                     |            |           |
| |                     |            |           |
| Источник: ProCyclingStats |                     |            |           |
| Генеральная классификация |                     |            |           |
| Гонщик | Гонщик              | Команда    | Время     |
| 1-й | Алехандро Вальверде | Испания    | 6ч 46' 41 |
| 2-й | Ромен Барде         | Франция    | + 0       |
| 3-й | Майкл Вудс          | Канада     | + 0       |
| 4-й | Том Дюмулен         | Нидерланды | + 0       |
| 5-й | Джанни Москон       | Италия     | + 13      |
| 6-й | Роман Кройцигер     | Чехия      | + 43      |
| 7-й | Михаэль Вальгрен    | Дания      | + 43      |
| 8-й | Жюлиан Алафилипп    | Франция    | + 43      |
| 9-й | Тибо Пино           | Франция    | + 43      |
| 10-й | Руй Кошта           | Португалия | + 43      |